# Europejskie fundusze strukturalne i inwestycyjne
Europejskie fundusze strukturalne i inwestycyjne (ang. European Structural and Investment Funds, ESI Funds, ESIFs), dawniej znane jako fundusze strukturalne i Fundusz Spójności – instrumenty finansowe (obecnie pięć) stanowiące wyodrębnioną grupę funduszy Unii Europejskiej o ujednoliconych zasadach działania, służące do realizacji polityk Unii Europejskiej takich jak Polityka Spójności oraz polityki strukturalne Wspólnej Polityka Rolnej i Wspólnej Polityki Rybołówstwa. Fundusze te powstały w celu restrukturyzowania i modernizowania gospodarek państw członkowskich UE w taki sposób, aby uzyskać wyższy poziom spójności ekonomicznej i społecznej krajów Unii Europejskiej. Głównym celem jest zmniejszenie różnic w rozwoju na poziomie krajów oraz regionów, co ma na celu zwiększenia konkurencyjności krajów Unii na globalnym rynku. Budżety poszczególnych funduszy ustalane są poprzez długoterminowe plany finansowe, zwane także perspektywami finansowymi Unii Europejskiej.

## Aktualne wieloletnie ramy finansowe UE na lata 2021–2027
Perspektywa finansowej na lata 2021–2027 obejmuje 5 funduszy:
- Europejski Fundusz Rozwoju Regionalnego – służy wzmacnianiu spójności gospodarczej i społecznej Unii Europejskiej. Ma on łagodzić dysproporcje w rozwoju europejskich regionów i zmniejszać braki w zakresie rozwoju regionów znajdujących się w najmniej korzystnej sytuacji.
- Fundusz Spójności – służy redukowaniu dysproporcji gospodarczych i społecznych oraz promowaniu zrównoważonego rozwoju. W jego ramach realizowane są strategiczne projekty w obszarach ochrony środowiska i transportu, w tym transeuropejskich sieci transportowych (TEN-T).
- Europejski Fundusz Społeczny Plus (EFS+) – ma być głównym narzędziem UE służącym zwiększaniu spójności społecznej i gospodarczej, odpowiadaniu na wyzwania rynku pracy i wyzwania społeczne oraz stymulowaniu zrównoważonego rozwoju gospodarczego poprzez inwestowanie w kapitał ludzki. EFS+ będzie obejmować obecnie rozproszone instrumenty: EFS, Inicjatywę na rzecz osób młodych (YEI), Europejski Fundusz Pomocy Najbardziej Potrzebującym (FEAD) oraz Europejski Program na rzecz Zatrudnienia i Innowacji Społecznych (EaSI).
- Europejski Fundusz Rolny na rzecz Rozwoju Obszarów Wiejskich – fundusz ten zajmuje się wspieraniem przekształceń struktury rolnictwa oraz wspomaganiem rozwoju obszarów wiejskich.
- Europejski Fundusz Morski, Rybacki i Akwakultury – jego celem jest szeroko rozumiane wsparcie społeczności nadmorskich, w tym m.in. wspieranie rybaków w przechodzeniu na zrównoważone rybołówstwo czy finansowanie projektów przyczyniających się do tworzenia nowych miejsc pracy oraz podnoszenia jakości życia społeczności nadmorskich w Europie.

## Historia

### Perspektywa finansowa na lata 2000–2006
W okresie programowania 2000–2006 istniały cztery fundusze strukturalne: Europejski Fundusz Rozwoju Regionalnego, Europejski Fundusz Społeczny, Europejski Fundusz Orientacji i Gwarancji Rolnej (funduszem strukturalnym jest tylko sekcja orientacji) oraz Finansowy Instrument Orientacji Rybołówstwa.

### Perspektywa finansowa na lata 2007–2013
W perspektywie finansowej 2007–2013, do europejskich funduszy strukturalnych i inwestycyjnych zaliczało się pięć funduszy, w tym dotychcasowe Europejski Fundusz Rozwoju Regionalnego, Fundusz Spójności i Europejski Fundusz Społeczny.
Uprzednio istniejący Europejski Fundusz Orientacji i Gwarancji Rolnej został podzielony, a jego zadania pozastrukturalne w zakresie płatności bezpośrednich przejął Europejski Fundusz Rolniczy Gwarancji. Natomiast w zakresie polityki strukturalnej, w miejsce dotychczasowego Finansowego Instrumentu Orientacji Rolnictwa podzielonego funduszu powołano Europejski Fundusz Rolny na rzecz Rozwoju Obszarów Wiejskich, który stanowi instrument finansowania polityki strukturalnej Wspólnej Polityki Rolnej. Podobnie, dotychczasowy Finansowy Instrument Orientacji Rybołówstwa podzielonego funduszu zastąpiony został Europejskim Funduszem Rybackim (następnie Europejskim Funduszem Morskim i Rybackim, obecnie Europejskim Funduszem Morskim, Rybackim i Akwakultury), będącym instrumentem finansowania polityki strukturalnej wspólnej polityki rybołówstwa.
Instrumentem finansowym, funkcjonującym w ramach polityki spójności obok funduszy strukturalnych jest Fundusz Spójności, zwany Funduszem Kohezyjnym. Mimo zachowania formalnej odrębności, w nowym zreformowanym kształcie w perspektywie finansowej 2007–2013 Fundusz Spójności może być nazywany quasi funduszem strukturalnym. Świadczy o tym m.in. fakt, że Unia Europejska przedstawiła zbliżone ramy funkcjonowania wszystkich funduszy w jednym rozporządzeniu. Na poziomie krajowym wydatki Funduszu Spójności są ustalane razem z wydatkami funduszy strukturalnych w ramach tych samych wieloletnich programów operacyjnych stanowiących system wdrażania jednolitych Narodowych Strategicznych Ram Odniesienia.

### Perspektywa finansowa na lata 2014–2020
W ramach perspektywy finansowej na lata 2014–2020 funkcjonowało 5 funduszy:
- Europejski Fundusz Rozwoju Regionalnego – jego celem jest zmniejszanie różnic w poziomie rozwoju regionów w Unii i wzmacnianie spójności gospodarczej, społecznej i terytorialnej UE jako całości. Z funduszu pochodzi m.in. wsparcie inwestycji produkcyjnych i infrastrukturalnych oraz wsparcie udzielane małym i średnim przedsiębiorcom.
- Europejski Fundusz Społeczny – głównym celem funduszu jest walka z bezrobociem w krajach członkowskich. Pieniądze z Europejskiego Funduszu Społecznego zwiększają możliwość zatrudnienia i kształcenia. Z jego środków współfinansowana jest pomoc dla różnych regionów i grup społecznych, w szczególności dla osób zagrożonych ubóstwem oraz dla ludzi młodych wchodzących na rynek pracy.
- Fundusz Spójności – jest to fundusz przeznaczony dla państw członkowskich, których dochód narodowy brutto (DNB) na mieszkańca wynosi mniej niż 90% średniej w UE. Jego celem jest zredukowanie różnic gospodarczych i społecznych oraz promowanie zrównoważonego rozwoju głównie poprzez duże inwestycje w zakresie infrastruktury transportowej i ochrony środowiska.
- Europejski Fundusz Rolny na rzecz Rozwoju Obszarów Wiejskich – fundusz ten zajmuje się wspieraniem przekształceń struktury rolnictwa oraz wspomaganiem rozwoju obszarów wiejskich.
- Europejski Fundusz Morski i Rybacki – fundusz wspiera restrukturyzację rybołówstwa państw członkowskich.